# لولوة الفيصل بن عبد العزيز آل سعود
لولوة بنت فيصل بن عبد العزيز آل سعود أميرة سعودية والدها الملك فيصل عبد العزيز آل سعود. كانت زوجة الأمير سعود بن عبد المحسن بن عبد العزيز آل سعود. لها حضور دولي ومحلي في مختلف الأنشطة والمؤتمرات. في تصريح للسفير الأمريكي السابق ورئيس معهد الشرق الأوسط إدوارد ووكر قال بأن لولوة الفيصل لعبت «دوراً بارزاً في إعادة تعريف دور المرأة في المملكة العربية السعودية».

## حياتها
كانت الأميرة لولوة بنت فيصل بن عبد العزيز آل سعود واحدة من بين تسعة أطفال وترعرعت في القصر في الطائف. تلقّت تعليمها في الخارج، وحضرت المدارس الثانوية في لوزان، سويسرا. تزوجت ابن عمها الأمير سعود بن عبد المحسن بن عبد العزيز آل سعود، وتطلقت بعد عشر سنوات ولديها منه ثلاثة أبناء فيصل، نهى، نورة. اغتيل والدها عندما كانت في العشرينات من عمرها من قبل ابن أخيه فيصل بن مساعد بن عبد العزيز آل سعود.

## قضايا المرأة
كرست الأميرة لولوة حياتها لتحسين من رفاهية النساء في المملكة العربية السعودية، وخاصة في مجال التعليم. كانت عضوا في جمعية النهضة الخيرية للنساء في الرياض منذ عام 1970. ومن عام 1990 إلى عام 1999، ساعدت والدتها، الأميرة عفت في الإشراف على مدرسة دار الحنان في جدة، أول مدرسة ثانوية خاصة للإناث في المملكة العربية السعودية. جنبا إلى جنب مع والدتها وإخوتها، ساهمت في تأسيس كلية عفت (الآن جامعة عفت) في عام 1999. شاركت في جميع مراحل تأسيس الكلية، من جمع الأموال، وتطوير المناهج، والإشراف على البناء لتوظيف أعضاء هيئة التدريس والموظفين. حاليا تتقلد منصب نائب رئيس الجامعة للمجلس المؤسسين وأعضاء مجلس الأمناء، والمشرف العام. سمحت بتصويرها من قبل وسائل الاعلام الغربية لأول مرة في عام 2005.
خلال جلسة علنية في المنتدى الاقتصادي العالمي لعام 2007، تحدثت ضد الحظر المفروض على قيادة النساء في المملكة العربية السعودية. بالإضافة إلى الدعوة إلى المزيد من الحقوق للمرأة السعودية، وقالت انها تعمل أيضا ضد المفاهيم الخاطئة من الغرب عن المرأة في المملكة. أصرت ان تمنح النساء المسلمات حقوقهن المشروعة في الإسلام ولا يعني بالضرورة مساواتها بالرجل

## تمثيل المملكة
مثّلت أيضا المملكة العربية السعودية في مختلف المحافل الدولية. عملت كعضو في لجنة التجارة الدولية في الغرف التجارية الصناعية السعودية. في عام 2006، قادت وفدا من سيدات الأعمال السعوديات إلى هونغ كونغ. وشاركت في البعثات التجارية السعودية في الخارج، ومرافقة كبار أفراد العائلة المالكة السعودية في الرحلات الدبلوماسية.
قامت لولوة بالعديد من الخطب في جميع أنحاء العالم للنهوض بالمرأة المسلمة. وهي عضو في لجنة التجارة الدولية في مجلس الغرف السعودية، وعضو في جدول أعمال قمة منتدى الاقتصادي العالمي، وشاركت في جلسات المنتدى. خلال الاجتماع السنوي للمنتدى الاقتصادي العالمي 2008 في دافوس، قدمت جلسة العمل «أي نوع من التعليم لأي نوع من العالم؟»، كانت تلقى خطابا يركز على فلسفة التعليم وكانت المتحدث الرئيسي في المؤتمر في معهد الشرق الأوسط في لندن في كلية الدراسات الشرقية والأفريقية عام 2003. في السعودية، هي عضو في مجلس إدارة مؤسسة الملك فيصل الخيرية. بالإضافة إلى لغتها الأم العربية، الأميرة لولوة تتحدث الإنجليزية والفرنسية بطلاقة.

## التكريم
في عام 2009، منحت كلية ماونت هوليوك في ماساتشوستس الأميرة لولوة شهادة دكتوراه فخرية. وفي عام 2011، حصلت الأميرة على دكتوراه فخرية من جامعة توكاي باليابان تقديرًا لجهودها في دعم تطور المرأة في ميادين العلوم والتكنولوجيا، وفي عام 2013، منحت جامعة سالفورد بالمملكة المتحدة الأميرة دكتوراه فخرية أخرى تكريمًا لتفانيها في تحسين حال النساء في السعودية ولإسهاماتها البارزة في مجال التعليم.